# Civitella Colormax Calcio a 5 2018-2019
Questa pagina raccoglie i dati riguardanti il Civitella Colormax Calcio a 5, squadra di calcio a 5 militante in serie A, nelle competizioni ufficiali della stagione 2018-2019.

## Trasferimenti

### Sessione estiva
| Giuseppe Curri          | Italservice |
| Fabinho                 | Cisternino  |
| Matteo Gargantini       | Milano      |
| Matej Horvat            | Milano      |
| Eduardo Morgado         | svincolato  |
| Jeferson Fernando Titon | Kaos        |
| Altre operazioni        |             |
| Vitinho                 | svincolato  |

| Felipe Arteiro        | Petrarca          |
| Luiz Henrique Borsato | Real San Giuseppe |
| Gabriel Carvalho      | svincolato        |
| Yuri Di Matteo        | Tombesi           |
| Nejc Hozjan           | Sestu             |
| Rej Karaja            | Faventia          |
| Paulinho              | Arzignano         |
| Altre operazioni      |                   |
| Mauro Tatulli         | Carrè Chiuppano   |

### Sessione invernale
| Juan Ignacio Claro | Caballito Juniors |
| Misael Gonçalves   | Lazio             |

| Douglas Correia   | Città di Chieti  |
| Matteo Gargantini | Atletico Cassano |

## Organico

### Prima squadra
| N° | Naz.                 | Ruolo | Sportivo                | Anno     |  |  |
| -- | -------------------- | ----- | ----------------------- | -------- |  |  |
| 1  | Italia (bandiera)    | POR   | Piero Mazzocchetti      | 17.12.87 |  |  |
| 3  | Italia (bandiera)    | PIV   | Matteo Gargantini       | 10.08.96 |  |  |
| 4  | Italia (bandiera)    | LAT   | Andrea Rocchigiani      | 08.05.96 |  |  |
| 5  | Italia (bandiera)    | LAT   | Pierluigi Galliani      | 05.09.95 |  |  |
| 6  | Croazia (bandiera)   | LAT   | Toni Jelavić            | 28.11.91 |  |  |
| 7  | Italia (bandiera)    | LAT   | Andrea Romano           | 03.10.95 |  |  |
| 8  | Brasile (bandiera)   | LAT   | Douglas Correia         | 12.02.82 |  |  |
| 9  | Brasile (bandiera)   | PIV   | Fabinho                 | 17.03.90 |  |  |
| 10 | Italia (bandiera)    | LAT   | Giuseppe Curri          | 09.09.92 |  |  |
| 11 | Brasile (bandiera)   | UNI   | Eduardo Morgado         | 19.06.81 |  |  |
| 12 | Croazia (bandiera)   | PIV   | Matej Horvat            | 30.01.94 |  |  |
| 13 | Italia (bandiera)    | POR   | Federico Pieragostino   | 12.11.93 |  |  |
| 18 | Brasile (bandiera)   | UNI   | Coco Schmitt            | 17.12.84 |  |  |
| 22 | Argentina (bandiera) | LAT   | Juan Ignacio Claro      | 12.05.97 |  |  |
| 27 | Brasile (bandiera)   | LAT   | Jeferson Fernando Titon | 16.02.91 |  |  |
| 95 | Brasile (bandiera)   | LAT   | Misael Gonçalves        | 04.08.95 |  |  |

### Under-19
| N° | Naz.               | Ruolo | Sportivo      | Anno     |  |  |
| -- | ------------------ | ----- | ------------- | -------- |  |  |
| 17 | Brasile (bandiera) | LAT   | Vitinho       | 01.09.99 |  |  |
| 23 | Italia (bandiera)  | POR   | Andrea Pavone | 09.04.99 |  |  |